# Baliosus nervosus
Baliosus nervosus es un coleóptero de la familia Chrysomelidae.
Fue descrita científicamente por primera vez en 1794 por Panzer.